# Ochrosia kilaueaensis
Ochrosia kilaueaensis là một loài thực vật có hoa thuộc họ Plumeria, Apocynaceae. Đây là loài đặc hữu của the island of Hawaiʻi. Chúng hiện đang bị đe dọa vì mất môi trường sống.